# Нарбон-Пеле, Раймон-Жак-Мари де
Герцог Раймон-Жак-Мари-Бернар де Нарбон-Пеле (фр. Raymond-Jacques-Marie-Bernard de Narbonne-Pelet; 24 июня 1771, Фонтане-де-Лек — 31 октября 1855, Париж) — французский парламентарий и дипломат.

## Биография
Сын графа Франсуа-Бернара де Нарбон-Пеле, лейтенанта флота, и Мари-Элеоноры де Нарбон-Пеле. По матери был внуком виконта Франсуа-Раймона де Нарбона-Пеле.
В 1791 году эмигрировал вместе с семьей. Вернулся во Францию при Консульстве, во времена Империи жил как частное лицо. После Реставрации 17 августа 1815 был назначен членом Палаты пэров. В июне 1817 был направлен послом или поверенным в делах в Неаполь, где оставался до конца 1821 года. 31 августа ордонансом Людовика XVIII возведён в ранг герцога. 9 января 1822 назначен государственным министром и членом Тайного совета.
Несколько раз был секретарём палаты, входил в состав комиссий по законам о каналах, о сокращении общественного долга, ликвидации компенсационных выплат, дополнительных кредитах и участвовал в дебатах. На заседании 27 марта 1827 возражал против проекта распространения права неприкосновенности пэров на как можно большее число случаев, в том числе в отношении армии.
30 мая 1825 Карл X пожаловал герцога де Нарбон-Пеле в рыцари орденов короля.
Отказался принести присягу Июльской монархии и покинул Верхнюю палату. Автор «Размышлений, адресованных пэром Франции жителям его департамента по случаю ближайших выборов» (Réflexions adressées par un pair de France aux habitants de son département à l’occasion des prochaines élections, 1830).

## Семья
Жена (07.1788): Анн-Анжелика-Мари-Эмили де Серан де Керфилис (13.09.1770—16.03.1856), дочь герцога Армана-Луи де Серана и Бонны-Мари-Фелисите де Монморанси-Люксембург. В эмиграции была придворной дамой королевы Марии-Жозефины.
Не имея детей, Раймон-Жак-Мари назначил наследником герцогства и пэрии своего кузена маркиза Франсуа-Раймона-Эмерика де Нарбон-Пеле (1787—1853), дворянина Палаты короля, внука графа де Нарбон-Пеле-Фрицлара, и субституция была утверждена королевским ордонансом 28 августа 1828, но майорат при этом не был создан. Маркиз умер раньше Раймона-Жака-Мари, и титул герцога де Нарбон-Пеле унаследовал сын Эмерика Теодорик де Нарбон-Пеле (1814—1901), умерший холостым.